# Honorat de Biala
Honorat de Biała, né Florentyn Wacław Koźmiński le 16 octobre 1829 à Biała Podlaska et mort le 16 décembre 1916 à Nowe Miasto nad Pilicą, est capucin polonais, proclamé bienheureux par Jean-Paul II en 1988. Il est fêté le 16 décembre.

## Biographie
Il étudie d'abord à Płock, puis il suit des cours d'architecture à Varsovie, alors administrée par la Russie impériale. Il est arrêté en 1846 pour avoir fait partie d'une organisation secrète patriotique. Il mûrit sa vocation religieuse en prison et entre comme novice au couvent des Capucins de Lubartów en 1848. Il y est ordonné prêtre, le 27 décembre 1852. Il devient confesseur et malgré le climat d'hostilité de la part des autorités russes à l'égard de l'Église catholique, il est à l'origine de 26 congrégations religieuses, dont 17 existent toujours:
- Les Sœurs de Saint Félix de Cantalice (1855) ;
- les Servantes du Sacré-Cœur de Jésus, messagères de Marie (1874) ;
- les petites servantes de la Bienheureuse Vierge Marie immaculée (1878) ;
- les Fils de Notre-Dame des Douleurs (1880) ;
- les Franciscaines de Notre-Dame des Douleurs (1881) ;
- les Franciscaines des affligés (1882) ;
- les Sœurs vestiaires de Jésus (1882) ;
- les Serviteurs de Marie Immaculée (1883) ;
- les Servantes de Jésus (1884) ;
- les Filles du Cœur très pur de Marie (1885) ;
- les Sœurs du saint Nom de Jésus (1887) ;
- les Petites Sœurs du Cœur Immaculé de Marie (1888) ;
- les Sœurs réparatrices de la Sainte Face (1888) ;
- les Sœurs auxiliatrices des âmes du purgatoire (1889) ;
- les Filles de Marie Immaculée (1891) ;
- les Sœurs consolatrices du Sacré-Cœur de Jésus (1894) ;
- les Servantes de la Mère du Bon Pasteur (1895).

Le père Honorat est nommé commissaire général de l'Ordre des Capucins pour toute la Pologne, en 1899.
Le père Honorat est un grand propagateur de la dévotion envers la Vierge Marie. Ainsi, il participe au renouveau du pèlerinage à Notre-Dame de Czestochowa à Jasna Góra. L'héroïcité de ses vertus est reconnue en 1916, et il est béatifié à Rome en 1988. Sa mémoire liturgique est le 16 décembre.

## Sources
- Magnificat, numéro 277, décembre 2015, p. 243.